# O Parnaso (Rafael)
O Parnaso (italiano: Il Parnaso, referindo-se ao Monte Parnaso) é um afresco do artista italiano da Alta Renascença Rafael no Palácio Apostólico do Vaticano, localizado nas atualmente chamadas Salas de Rafael ("Stanze di Raffaello"), pintado por encomenda de Papa Júlio II.
Foi provavelmente a segunda parede da Sala da Assinatura (Stanza della Segnatura) a ser pintada entre 1509 e 1511, depois de a Disputa e antes da Escola de Atenas, que ocupa outras paredes da sala.